# I Don't Care (2NE1歌曲)
〈I Don't Care〉 (中文：我不在乎） 是韩国女子组合 2NE1的歌曲，收錄於她們的第一張迷你專輯《2NE1 1st Mini Album》。這首歌由该团体的长期合作人Teddy Park和Kush编写和制作，并于2009年7月1日。

## 音乐制作
《I Don't Care》的發行標誌著該團體形象的轉變。與年初出道的單曲《Fire》的大膽和強烈概念相比，這次轉而展現出柔和的一面。根據YG娛樂的說法，《I Don't Care》旨在突顯女性氣質，並打造更具「大眾親和力」的形象。
音樂方面，這首歌被形容為一首中速流行曲，相較於出道單曲，旋律更為柔和，同時融入了R&B和雷鬼元素。

## 商业成绩
《I Don't Care》上映后在韩国取得了巨大成功。《I Don't Care》被Bugs命名成为2009年最畅销单曲。 《I Don't Care》是2009年Mnet和Monkey3上最畅销的单曲， 并被Cyworld评为年度最受欢迎歌曲。 这首歌是 2009 年韩国 Melon 上播放次数最多的歌曲。

## 音乐录影带
《I Don't Care》的音樂影片於2009年7月9日在Melon首播，並於8月27日上傳到YG娛樂的官方YouTube頻道，後來於2010年9月5日再次上傳到該團體的官方頻道。這支影片由曾執導Big Bang《Lies》音樂影片的車恩澤執導，於2009年6月22日至23日拍攝。影片中，成員們發現男朋友劈腿後向算命師求助。算命師凍結時間後，成員們開始尋找男朋友，發現他們在和其他女孩調情。然後，她們設計了一些惡作劇來報復。在這部音樂影片中，李鍾碩飾演Dara的男朋友。

## 奖项

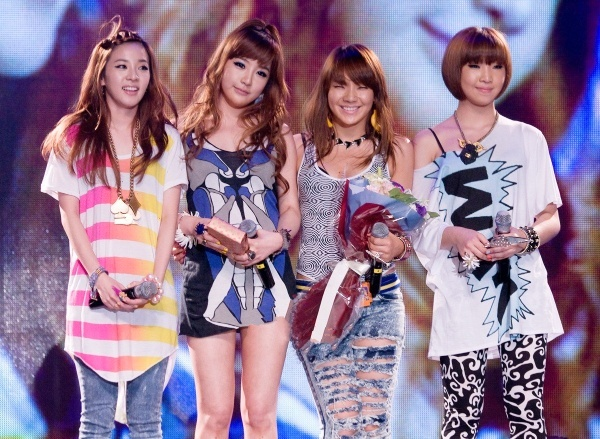
2NE1在2009年8月

| 组织              | 年     | 奖                       | 结果 | Ref.   |
| ----------------- | ------ | ------------------------ | ---- | ------ |
| Bugs 音乐奖       | 2020年 | 20 周年 – 最受喜爱的音乐 | 獲獎 | [ 7 ]  |
| Cyworld数字音乐奖 | 2009年 | 年度歌曲                 | 獲獎 | [ 8 ]  |
| Cyworld数字音乐奖 | 2009年 | 本月歌曲 – 七月          | 獲獎 | [ 9 ]  |
| Cyworld数字音乐奖 | 2009年 | 前10名                   | 獲獎 | [ 10 ] |
| Cyworld数字音乐奖 | 2009年 | 最佳新人组               | 獲獎 | [ 10 ] |
| GQ Awards         | 2009年 | 今年的歌曲               | 獲獎 | [ 11 ] |
| 韩国音乐大奖      | 2010年 | 最佳 R&B 和灵魂歌曲      | 提名 | [ 12 ] |
| 甜瓜音乐奖        | 2009年 | 年度歌曲                 | 提名 | [ 13 ] |
| Mnet 20选择奖     | 2009年 | Hot Girl Group Style     | 提名 |        |
| MAMA大奖          | 2009年 | 年度歌曲                 | 獲獎 | [ 14 ] |
| MAMA大奖          | 2009年 | 最佳女新人               | 獲獎 | [ 14 ] |
| MAMA大奖          | 2009年 | 最佳作曲                 | 獲獎 | [ 14 ] |
| MAMA大奖          | 2009年 | 最佳女组合舞蹈表演       | 提名 | [ 15 ] |
| Rhythmer 音乐奖   | 2010年 | 年度 R&B 歌曲            | 提名 | [ 16 ] |

| 程序        | 日期          | Ref.   |
| ----------- | ------------- | ------ |
| 音乐银行    | 2009年7月17日 | [ 17 ] |
| 音乐银行    | 2009年7月24日 | [ 17 ] |
| 音乐银行    | 2009年7月31日 | [ 17 ] |
| 音乐银行    | 2009年8月7日  | [ 17 ] |
| 音乐银行    | 2009年9月14日 | [ 17 ] |
| M Countdown | 2009年7月23日 | [ 18 ] |
| M Countdown | 2009年8月6日  | [ 19 ] |
| M Countdown | 2009年8月13日 | [ 19 ] |
| M Countdown | 2009年8月27日 | [ 19 ] |
| 人气歌谣    | 2009年7月26日 | [ 20 ] |
| 人气歌谣    | 2009年8月2日  | [ 21 ] |
| 人气歌谣    | 2009年8月9日  | [ 22 ] |

## 外部連結
- 韓國官方網站 
- 日本官方網站 （日語）